# Shakin’ Street
Shakin' Street — французская рок-группа, основанная в 1977 году. Несмотря на сравнительно небольшую известность, в группе в разное время играли многие прославленные музыканты, такие как Эрик Леви (создавший впоследствии музыкальный проект Era), Росс Фридмен (гитарист The Dictators и основатель Manowar), Эндрю Макдональд (из Blue Cheer), Альберт и Джо Бучарды (из Blue Öyster Cult), Фрэд Гильмен и Норберт Криф (из французской группы Trust).

## История
Группа была основана в 1977 году в Париже певицей и фотомоделью Фабьен Шайн и музыкантом Эриком Леви. В качестве названия было взято название песни группы MC5. К Шайн и Леви присоединились Армик Тигран, басист Майк Уинтер и барабанщик Жан-Лу Колиновский. В этом составе группа заключила контракт с CBS Records и записала свой дебютный альбом «Vampire Rock».
Вскоре после выхода альбома, из группы уходит Тигран и его сменяет бывший гитарист The Dictators Росс Фридмен. В таком составе группа много гастролировала и ездила в турне в поддержку таких групп, как Blue Öyster Cult, Alice Cooper, Black Sabbath, AC/DC, Cheap Trick, Molly Hatchet, Journey, REO Speedwagon, Heart и Sammy Hagar, а также в 1980 году выпустила альбом «Solid as a Rock». 
В 1980 году из группы ушёл Росс Фридмен, чтобы сформировать собственный проект Manowar. На место Фридмена пришел бывший гитарист Thrasher Эндрю Макдональд. Вскоре после этого группа прекратила своё существование.
По инициативе Фабьен Шайн в 2004 группа воссоединилась, чтобы дать один реюнион-концерт в «Олимпии». В том же году группа выпустила концертный альбом «Live», записанный в 1980 году во время тура с Black Sabbath.
В 2007 году группа вновь возобновила свою деятельность. В июне 2008 года Shakin' Street выступили на фестивале Sweden Rock Festival, в январе 2009 — на Paris Metal France Festival, а также выпустили новый альбом «21st Century Love». В апреле 2014 года группа выпустила свой следующий полноформальный альбом «Psychic». 

## Дискография
- 1978 — No time to lose (сингл)
- 1978 — Vampire Rock
- 1980 — Solid as a Rock (сингл)
- 1980 — Solid as a Rock
- 1980 — Live and Raw (концертный альбом). Особый гость: Джимми Пейдж
- 2004 — Shakin' Street live (концертный альбом). Издание концертных записей, сделанных в 1980 году.
- 2009 — 21st Century Love
- 2014 — Psychic

## Состав
- Фабьен Шайн — вокал
- Ross the Boss — гитара
- Филиппе Клафон — гитара
- Фрэд Гильмен — бас-гитара
- Жан-Лу Калиновски — ударные
- Оливье Спитцер — гитара

### Бывшие участники
В разное время в группе играли:
- Эрик Леви 1976—1982 гитара
- Майк Винтер 1978—1982 бас-гитара
- Иэн Стюарт 1978 клавишные
- Эндрю Макдональд 1981—1982 гитара
- Луи Бертиньяк 1976—1977 гитара
- Корин Маринно 1976—1977 бас-гитара
- Амик Тиргейн 1978—1979 гитара
- Патрис Лаберия 1977—1978 гитара
- Альберт Бучард 2004 ударные
- Джо Бучард 2004 бас-гитара
- Норберт Криф 2004
- Тиерри Коссо 2004 гитара